# 所得譲与税
所得譲与税（しょとくじょうよぜい）とは、2004年度から2007年度まで存在した制度で、国税である所得税の収入のうち一部を地方に譲るものである。
その根拠は所得譲与税法であり、いわゆる三位一体の改革の移行過程における国と地方の税源移譲のための法律である。
地方税の増税と所得税の減税が行われることにより、所得譲与税法は2007年に廃止された。
所得譲与税は地方税増税の代替であるので、その使途には制限はない。
公布は2004年（平成16年）4月1日法律第26号。同日施行。2005年（平成17年）3月25日法律第5号に改正。同年4月1日施行。2007年3月31日廃止。
第一条は下記の通り。
（趣旨）
第一条　この法律は、個人の所得課税に係る国から地方公共団体への本格的な税源の移譲を行うまでの間の措置として所得譲与税を地方公共団体に対して譲与するため、必要な事項を定めるものとする。